# Horse Heaven Hills AVA
Horse Heaven Hills AVA (anerkannt seit 2005) ist ein Weinbaugebiet im Süden des US-Bundesstaats Washington.  Das Gebiet ist Teil der überregionalen Columbia Valley AVA und liegt im Süden des Yakima Valley AVA. Mit fast 230.680 Hektar zugelassener Rebfläche ist Horse Heaven Hills AVA eine der größten geschützten Herkunftsbezeichnungen im Bundesstaat.

## Weinbaubetriebe
Horse Heavens Hills beherbergt den größten Weinbaubetrieb des Bundesstaates, die Columbia Crest Winery in Paterson. Neben fast 24.000.000 Flaschen eigener Produktion versektet der Betrieb die Schaumweine der bekannten Domaine Ste Michelle.